# Gremory

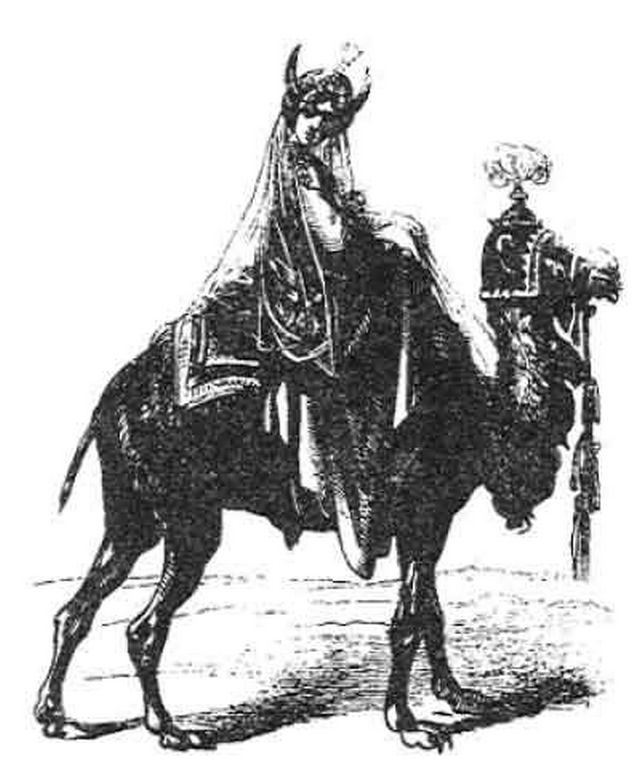
Gremory, conforme o LKoS.

Na demonologia, Gremory é o forte duque do inferno que tem sob seu comando vinte e seis legiões de demônios. Ele diz a todas as coisas passadas, presente e futuro, sobre tesouros escondidos, e adquire o amor das mulheres, jovens e velhos, mas sobretudo donzelas.
Ele é descrito sob forma de uma bela mulher, com a coroa de uma duquesa amarrada na cintura, e a cavalgar sobre um camelo.
Outras ortografias: Gamory, Gemory, Gomory.